# Gare de Grand Central Madison
Pour les articles homonymes, voir Grand Central.
La gare de Grand Central Madison (dite aussi en anglais Grand Central Madison) est une gare ferroviaire new-yorkaise, située au centre de l'arrondissement de Manhattan, dans le quartier de Midtown (entre la 42e rue et Park Avenue) sous Grand Central.

## Histoire
La station a ouvert en janvier 2023.